# Sozialarbeitswissenschaft
Die Sozialarbeitswissenschaft ist eine Handlungswissenschaft, die zur Gruppe der Humanwissenschaften zählt. Sie wird vorrangig an den Hochschulen für Angewandte Wissenschaften (Fachhochschulen) gelehrt und bildet das Äquivalent zum international gebräuchlichen Begriff „Social Work“.

## Definition der Sozialarbeitswissenschaft (SAW) und wissenschaftstheoretische Einordnung
Die Sozialarbeitswissenschaft bedient sich neben ihren eigenen Theorien und Modellen ebenso der Ansätze aus Psychologie, Soziologie, Ökonomie, Anthropologie, Rechts- und Verwaltungswissenschaften und der Pädagogik. Die Diskussion über eine genaue Definition der Sozialarbeitswissenschaft verläuft sehr kontrovers. Ebenso gibt es verschiedene Definitionen der Arbeitsfelder. Zu den bekanntesten Theoretikerinnen zählt Silvia Staub-Bernasconi, die als Erste einen zusammenhängenden Theorieentwurf gestaltet hat. Sie definiert Soziale Arbeit als eine „Menschenrechtsprofession“. Darüber hinaus definiert die International Federation of Social Workers Soziale Arbeit wie folgt:
Professionelle soziale Arbeit unterstützt sozialen Wandel, Problemlösungen in zwischenmenschlichen Beziehungen sowie die Befähigung und Befreiung der Menschen zur Steigerung ihres Wohlbefindens.  Soziale Arbeit interveniert an der Schnittstelle, wo Menschen mit ihrer Umwelt interagieren. Die Prinzipien der Menschenrechte und der sozialen Gerechtigkeit sind für die Soziale Arbeit fundamental.
Auf der Suche nach dem Gegenstand haben sich verschiedene Theorieansätze entwickelt. Eine einheitliche Gegenstandsdefinition gestaltet sich daher schwierig. Lothar Böhnisch definiert den Gegenstand als eine gesellschaftliche Reaktion auf die Bewältigungstatsache, Hans Thiersch als Probleme der Unterprivilegierung, der fehlenden materiellen Ressourcen, also der Armut und der Unterstützung in belasteten, unterprivilegierten, ausgrenzenden Lebensverhältnisse. Silvia Staub-Bernasconi deklariert den Gegenstand der Sozialarbeitswissenschaften als soziale Probleme im engeren und weiteren Sinne sowie deren Lösungen.
„Soziale Arbeit ist der Geschichte, der Gerechtigkeit und Gleichberechtigung aller Menschen verpflichtet“ Sie definiert soziale Sachverhalte, macht sie öffentlich und verändert sie, daher steht sie auch in einem engen Zusammenhang mit der Sozialpolitik.
„Mit der Industrialisierung und der Entstehung der modernen Gesellschaft haben sich die Sozialarbeitswissenschaften als Praxis, Wissenschaft und Ausbildung weltweit herausgebildet“ Der Werdegang ist unter anderem durch eine enge Verknüpfung von Wissenschaft und Ausbildung gekennzeichnet.
Seit Ende des 19. Jahrhunderts gibt es internationale Kongresse, Konferenzen und internationale Organisationen mit Mitgliedern aus der ganzen Welt. Forschung und Entwicklung werden von verschiedenen Organisationen betrieben, zu denen derzeit über 2000 Schulen, Universitäten und Institutionen zählen. „Jährlich schließen etwa 9000 AbsolventInnen in Deutschland ein Studium der Sozialen Arbeit oder Pädagogik mit dem Studienschwerpunkt Sozialpädagogik ab.“ (Stand: 2009.)
„In Deutschland werden regelmäßig Bibliographien zur Sozialen Arbeit veröffentlicht, sie stammen aus mehreren Fachdisziplinen und beziehen sich auf das gesamte weite Handlungsfeld der Sozialen Arbeit“. „Es gibt seit 150 Jahren deutschsprachige Fachzeitschriften, die wissenschaftliche Beiträge enthalten und in denen über Forschungen der Sozialen Arbeit berichtet wird“ In Deutschland sind Mitglieder der Scientific community der Sozialen Arbeit regelmäßig federführend an der Erstellung der Jugend-, Armuts- und Familienberichten im Auftrag der Bundesregierung und der Länderregierungen beteiligt.

## Geschichte der Sozialarbeitswissenschaft
Die Begründung einer Sozialarbeitswissenschaft wird seit den 1950er Jahren verstärkt gefordert. Sie knüpft vorrangig an die nordamerikanischen und fürsorgewissenschaftlichen Theorietraditionen der Sozialen Arbeit an. Aber trotz klarer Zielvorgabe, setzen sich nur wenige Hochschullehrer mit den Problemen, dieses Ziel zu erreichen, auseinander. Es ist wichtig, die Traditionslinien, die Geschichte und Entwicklung zu kennen und freizulegen, um Sozialarbeit als Wissenschaft zu benennen (Wilken 1999). Der Begriff Soziale Arbeit liegt im Spannungsfeld zwischen Alltag und Professionalität bzw. beginnender Wissenschaftlichkeit. Es folgen exemplarisch wichtige Stationen der sozialarbeitswissenschaftlichen Historie:
1950er:
- Gesamtgesellschaftliche Bemühung um einen Neuanfang der Sozialen Arbeit nach dem Kriegsende
- In diesem Zusammenhang mussten die Fragen nach der Neustrukturierung der Akademisierung der Sozialen Arbeit und der Reorganisierung wohlfahrtspflegerischer Dienste und Fürsorgeeinrichtungen geklärt werden
- Die Überlegung war Grundlage für eine autonome und von der Sozialpädagogik abgrenzbare Sozialarbeitswissenschaft zu entwickeln
- Resonanz der Verwissenschaftlichungs- und Akademisierungsversuche der Sozialarbeit blieb gering

1960er:
- Mehrere Versuche, dass die Ausbildung für Diplompädagogen mit sozialpädagogischer Ausrichtung an Universitäten vollakademisiert wird
- Sozialpädagogik wurde bereits 1962 als eigener Studiengang an einigen Universitäten etabliert, und somit als wissenschaftliche Disziplin anerkannt
- Die Sozialpädagogik scheint sich als für die wissenschaftliche Auseinandersetzung mit der Sozialen Arbeit als zentrale und bedeutsame Disziplin durchgesetzt zu haben, trotzdem taucht der Begriff der SAW in einer Publikation von Anton Hunziker auf. Den Kern identifiziert Hunziker in der Methodenlehre (ähnlich wie Lattke), um der Sozialen Arbeit ihren Status als praktische und wissenschaftliche Disziplin zu attestieren. Hunziker will sich damit von der Sozialpädagogik abgrenzen
- Lattke sieht eine enge Beziehung zwischen Sozialpädagogik und Sozialarbeit
- Erneute Forderung nach einer selbstständigen SAW weckt reges Interesse

1970er:
- Hans Pfaffenberger legt eine Skizze zur Verhältnisbestimmung zwischen Sozialpädagogik und SAW vor, in welcher deutlich wird, dass trotz vieler Gemeinsamkeiten unterschiedliche Themen bearbeitet werden

1980er:
- Entstehung von neuen Leitbegriffen „Selbsthilfe und Selbstorganisation“. Diese sind wichtig für die Entwicklung der Sozialen Arbeit und ihrer Methoden
- Ruf nach Sparsamkeit und Wirtschaftlichkeit
- Hans Thiersch entwickelt das Konzept der „lebensweltorientierten Sozialen Arbeit“ und prägt die Theorieentwicklung der Sozialen Arbeit
- Albert Mühlum und Silvia Staub-Bernasconi fördern die Theoriebildung durch den gesellschaftlichen Bedeutungszuwachs, soziale Probleme als Gegenstand und steigende Ansprüche an die Aufgaben der Sozialen Arbeit im Verbund von Praxis, Ausbildung und Forschung und fordern erneut die Anerkennung der Disziplin
- Gründung der Deutschen Gesellschaft für Sozialarbeit (DGS), um die wissenschaftliche Eigenständigkeit und den akademischen Diskurs voranzubringen; heute Deutsche Gesellschaft für die Soziale Arbeit (DGSA)

1990er: (= chaotische Phase)
- Anstoß für Diskussionen über die Wissenschaftlichkeit der Sozialen Arbeit durch das Buch „Soziale Arbeit als Wissenschaft“ von Ernst Engelke (1992)
- weitere Debatten und Auseinandersetzungen mit dem Thema Wissenschaft im Allgemeinen und der Wissenschaftlichkeit von Sozialer Arbeit, gleichsam einer „wissenschaftlichen Revolution“
- Soziale Arbeit (für viele damals die weniger angesehene Zwillingsschwester der Sozialpädagogik) wurde lediglich ein bescheidener Platz als Studiengang an Fachhochschulen zugeordnet, obwohl es ebenso wichtig wäre, auch soziale Probleme und deren Lösungen wissenschaftlich anzugehen
- Die Alleinstellung der erziehungswissenschaftlichen Sozialpädagogen, Soziale Arbeit als eine eigene Wissenschaft zu etablieren, wird seit Anfang 1990 durch die Konstituierung der Sozialarbeitswissenschaft in Frage gestellt
- Sozialpädagogikwissenschaft beansprucht, die Sozialarbeit zu integrieren
- Sozialarbeitswissenschaftler beharren zur Vermeidung einer pädagogischen Engführung auf der eigenständigen Disziplin
- Es gab drei verschiedene Positionen in der Diskussion und in den Machtkämpfen:

1. Befürworter (v. a. Deutsche Gesellschaft für Soziale Arbeit/hauptsächlich aus den Fachhochschulen kommend): fordern wissenschaftliche Anerkennung und disziplinäre Eigenständigkeit;
2. Gegner (v. a. Sektion Sozialpädagogik der Deutschen Gesellschaft für Erziehungswissenschaft/hauptsächlich aus den Reihen der universitären Sozialpädagogik): sehen die Anliegen der Sozialarbeit in der wissenschaftlichen Sozialpädagogik aufgehoben und bestreiten Notwendigkeit einer Sozialarbeitsdisziplin;
3. Vermittler (aus beiden Fachrichtungen): legitime Interessen beider Parteien werden verbunden, indem die unterschiedlichen Theoriestränge anerkannt werden und sie einer übergreifenden Wissenschaft der „Sozialen Arbeit“ oder „Wissenschaft des Sozialwesens“ zugeordnet werden.[6]

## Theorien der Sozialarbeitswissenschaft
Theorien sind in der Sozialarbeitswissenschaft relevant, da sie Instrumente sind, mit denen wir unsere Wirklichkeit beschreiben und erklären können. Sie sind ebenso Werkzeuge für die professionelle Praxis und Grundlage für die Entscheidungen sozialarbeiterischen Handelns.
In der Sozialarbeitswissenschaft ist die Gegenstandsbestimmung sehr vielfältig und heterogen. Da es unterschiedliche Denkansätze gibt, die Wirklichkeit zu erfassen, wie z. B. Phänomenologie, Hermeneutik, Konstruktivismus, Kommunitarismus usw. sind auch die theoretischen Ansätze in der Sozialarbeitswissenschaft sehr breit gefächert. Dies erklärt die Vielfalt der Theorien und Theoriemodelle, die ein unterschiedliches Erkenntnisinteresse verfolgen und verschiedene Erkenntnisgegenstände beforschen. Die endgültige Theoriebildung ist letztlich von der Denkmethode, dem Gegenstand sowie dem Erkenntnisziel und -interesse des Vertreters bzw. der Vertreterin der Sozialen Arbeit abhängig. Aber auch die theoretischen Ansätze der Bezugswissenschaften und deren Erkenntnisse sind für die Theoriediskussionen in der Wissenschaft der Sozialen Arbeit von Relevanz. Somit stellt sich die Frage, ob und inwieweit die Theorien der Bezugswissenschaften in das Theorierepertoire der Sozialarbeitswissenschaft aufzunehmen sind.
Aufgrund dieser sehr vielfältigen Faktoren, die für die Theoriebildung eine wichtige Rolle spielen, lässt sich in der Sozialarbeitswissenschaft eine Vielzahl an unterschiedlichen Theorien systematisieren. Die Kategorisierungen der Theorien decken sich jedoch nicht immer, sodass es viele unterschiedliche Einteilungen gibt. Werner Thole beispielsweise differenziert die Theorieansätze in Theorietraditionen der Sozialen Arbeit:
- sozialpädagogische Traditionslinien: Vertreter dieser Traditionslinie sind u. a. Natorp, Nohl, Aichhorn, Mollenhauer
- fürsorgerische, wohlfahrtspflegerische und sozialarbeiterische Traditionslinien: Vertreter dieser Traditionslinie sind u. a. Wichern, Salomon, Klumker, Scherpner
- neuere Theorietradition: Vertreter dieser Traditionslinie sind u. a. Wendt, Thiersch & Böhnisch, Staub-Bernasconi, Winkler

Peter Erath hingegen differenziert in vier Theorien der Sozialarbeitswissenschaft: alltags- bzw. lebensweltorientierte Soziale Arbeit (Thiersch), die Sozialarbeit als Soziale Hilfe (Baecker), die systemisch-prozessuale Soziale Arbeit (Staub-Bernasconi) und die ökosoziale Sozialarbeit (Wendt).
Michael May vergleicht fünf Strömungen, in denen die aktuellen Theoriediskurse in Sozialer Arbeit deutlich werden. Das Besondere an diesem Ansatz ist, dass er neben den klassischen Theorieansätzen (alltagsorientierte Ansätze, systemtheoretische Ansätze, diskursanalytische Ansätze & psychoanalytische Ansätze) eine eigene Theorietradition für die Sozialarbeitswissenschaft in den professionalisierungstheoretischen Ansätzen entdeckt.
Heiko Kleve unterscheidet zwischen:
- Theorien über die Soziale Arbeit: „Sozialwissenschaftliche oder -philosophische Theorien […] in denen Soziale Arbeit neben anderen gesellschaftlichen Sphären thematisiert wird“. Als Beispiele nennt er die soziologischen Theorien von Ulrich Beck (Theorie reflexiver  Modernisierung), von Jürgen Habermas (Theorie des kommunikativen Handelns) und von Niklas Luhmann (Theorie selbstreferentieller sozialer Systeme).
- Theorien in der Sozialen Arbeit: „Ansätze, die von professionellen Fachkräften in ihrer Praxis als Reflexions- oder Handlungsfolie genutzt  werden“. Er zählt hierzu einerseits pädagogische Theorien und andererseits psychologische Konzepte wie die Psychoanalyse, die systemische Theorie der Familie, die Bindungstheorie und die Lerntheorie.
- Theorien der Sozialen Arbeit: „Konzepte […], die aus dem Feld der wissenschaftlichen Sozialen Arbeit heraus für dieses Praxis- und  Wissenschaftsfeld entwickelt wurden“. Er nennt als Beispiele die Lebensweltorientierung nach Hans Thiersch, die Sozialraumorientierung nach Wolfgang Hinte bzw. Frank Früchtel und Wolfgang Budde, die Ansätze der sozialarbeiterischen Systemtheorie sowie die von ihm selbst vertretene postmoderne Theorie der Sozialen Arbeit.

Zweitens unterscheidet Kleve in Anlehnung an Kurt Eberhard in phänomenales Wissen (Beschreibungen), kausales Wissen (Erklärungen) und aktionales Wissen (Handlungsoptionen). Drittens unterscheidet er nach der biologischen/körperlichen, der psychischen/kognitiven/emotionalen und der sozialen/kommunikativen Ebene. Viertens unterscheidet er die interaktionstheoretische Dimension (auf Face-to-Face-Situationen bezogen), die organisationstheoretische Dimension (auf formale, rechtlich strukturierte und bürokratisch verwaltete Institutionen bezogen) und die gesellschaftstheoretische Dimension (auf gesellschaftliche Rahmenbedingungen bezogen).
Es gibt somit viele unterschiedliche Theorien und Theorieansätze in der Sozialarbeitswissenschaft und viele Möglichkeiten, sie einzuteilen. Man kann in der Wissenschaft Sozialer Arbeit zwischen zwei übergeordneten Strömungen unterscheiden: den Professions- und Disziplintheorien. Demnach zielen Professionstheorien auf eine Verbesserung der Handlungskompetenz ab und liefern konkretes Wissen für das richtige Handeln in der Praxis. Die Disziplintheorien wollen hingegen ein theoretisches Basiswissen schaffen und die Begründungskompetenz für das Handeln des Sozialarbeiters verbessern. Manche unterscheiden Theorien Sozialer Arbeit nach drei Kategorien: Disziplin-, Professions- und Praxistheorien.

## Sozialarbeitswissenschaftliche Forschung
Es gibt viele verschiedene Formen von Sozialarbeitsforschung. Diese Formen werden sehr unterschiedlich kategorisiert in: Forschungsfelder, Forschungszugänge, Forschungsebenen, Forschungsarten, Forschungsbereiche und Forschungstypen. Es gibt auch Forschungsformen in denen nach dem Zweck und der Rahmung der Zugänge zu den Forschungsfeldern unterschieden wird.
Sozialarbeitsforschung versucht sowohl aus der Theorie als auch aus der Praxis Sozialer Arbeit ihre Relevanzen zu ziehen. Hinsichtlich sozialarbeitswissenschaftlicher Forschung lassen sich die folgenden Formen nach Andreas Dexheimer (2011) unterscheiden:
- Grundlagenforschung:  Grundlagenforschung ist Forschung die Theoriebildung, die Erlangung von Grundlagenwissen oder theoretisch, kategoriale Klärung, d. h. die Definition und Abgrenzung von Fachbegriffen, zum Ziel hat. Die zentrale Aufgabe besteht darin gewonnene Erkenntnisse systematisch zueinander in Beziehung zu setzen und dadurch Ergebnisse aus anderen Forschungsfeldern theoriegeleitet zu interpretieren, um Aussagen mit Anspruch auf Allgemeingültigkeit zu gewinnen.
- Adressatenforschung:  Die Adressatenforschung untersucht einzelne Personengruppen. Sie zählen zum Klientel professioneller sozialer Arbeit. Hierbei werden personale und soziale Herausforderungen, Bedarfe und Nachfragen berücksichtigt. Die Perspektive ist die Beschreibung, Rekonstruktion und Analyse der sozialen Lage der Adressaten. Ebenso bedeutsam sind sozialen Institutionen, mit denen die Adressaten in Kontakt stehen. Von besonderem Interesse sind dabei die Interventionen zur Unterstützung der Adressaten.
- Biografieforschung:  Zur Biografieforschung zählen sozialarbeiterische Untersuchungen, die sich mit wissenschaftlichen Methoden auf selbsterzählte Lebensgeschichten beziehen. Dabei kann sich sowohl auf die gesamte als auch auf einzelne Abschnitte der Biografie bezogen werden. Durch die Biografieforschung können zum einen tiefgreifende Erkenntnisse über einzelne Adressaten bzw. Adressatengruppen der Sozialen Arbeit gewonnen werden, zum anderen kann untersucht werden wie sozialarbeiterische Institutionen und Problemlösungsansätze wirken.
- Ethnographische Forschung:  Datensammlung und Analyse von Interaktions- und Kommunikationsstilen einer sozialen Einheit; soziokulturelle Lebensverhältnisse, soziale Strukturen, Prozesse und Probleme einer fremden Kultur in ihrer alltäglichen, vertrauten Umwelt, hier gesellschaftliche Benachteiligungen, persönliche Behinderungen, kritische Lebenslagen, soziale Abwege, Randmilieus, soziale Brennpunkte. Teilnehmende Beobachtung, Interviews, Expertengespräche, Gruppendiskussion.
- Praxisforschung:  Empirische Begleitung und Analyse des beruflichen Handels und der Ursachen von sozialen Problemen als Auslöser und Einschätzung bezüglich der Wirkung und der Folgen des beruflichen Handelns. Analyse der Bedürfnisse, Programm- und Produktentwicklung, Implementierung, organisatorische Fragen, Evaluation, Interventionsformen, ökonomische Ressourcen, ökologische Gegebenheiten, personenbezogene Kompetenzen und rechtlichen Status verknüpfen.
- Aktionsforschung:  Überprüfung, Gewinnung theoretischer Erkenntnisse. Konkrete gesellschaftliche Bedürfnisse sollen erkannt, wahrgenommen werden, damit die Menschen versuchen können, sie zu erfüllen: Sie sollen  ihre eigene Praxis untersuchen und weiterentwickeln, indem sie ihr Handeln und Reflektieren immer wieder aufeinander beziehen. Wissenschaftler und „Beforschte“ sollen gemeinsam arbeiten.
- Evaluationsforschung:

Gegenstand: Praktisches Handeln
Aufgabe: Überprüfungen, inwieweit ein Projekt/Vorhaben die vorgängig gesetzten Ziele erfüllt hat bzw. erfolgreich umgesetzt hat.
- Jugendforschung:

Jugendforschung fasst Forschung als Grundlegung eines sozialpädagogischen Berichtwesens zusammen, analysiert Tätigkeitsfelder der Sozialpädagogik sowie Planungsprozesse.
- Jugendhilfeforschung:

Diese Forschungstradition beschäftigt sich mit Adressaten und der gesellschaftlich institutionalisierte Praxis. Zielgruppen sind Kinder, Jugendliche, junge Erwachsene und deren Familien.
- Sekundäranalyse:

Es werden bereits vorhandene Datenbestände wissenschaftlich ausgewertet. Sie kommen meist von den statistischen Landesämtern, den statistischen Bundesämtern, supernationalen Organisationen oder von anderen staatlichen und privaten Institutionen.
- Internationale Sozialarbeitsforschung:

Erforscht Ähnlichkeiten und Unterschiede der Handlungsfelder Professionalität und Institutionalisierung von Sozialer Arbeit. So können national begrenzte Verstehenshorizonte, Denkmöglichkeiten und Handlungsrepertoires erweitert und Theoriebildung in der sozialen Arbeit bereichert werden.
- Historische Sozialarbeitsforschung:

Hier werden die sozial- und wohlfahrtsstaatlichen Entwicklungen in ihrer geschichtlichen Dimension rekonstruiert. (Außerfamiliäre und außerschulische Erziehung und Bildung, Professionalisierung und Verwissenschaftlichung).
Durch die vielen verschiedenen Forschungsfelder der Sozialarbeitswissenschaft die hier exemplarisch aufgelistet sind, wird deutlich, dass das Feld möglicher Fragestellungen ebenso groß ist wie das Praxisfeld der Sozialen Arbeit. Neben den einzelnen Forschungsprogrammen lassen sich außerdem drei grundlegende Formen sozialarbeitswissenschaftlicher Forschung benennen. Jeder Forschungstyp ist mit einer bestimmten Funktion, respektive Absicht verbunden:
- Evaluation – Forschung in der Praxis
- Handlungsforschung – Forschung mit der Praxis
- Grundlagenforschung, Sozialberichterstattung – Forschung für die Praxis

Während Evaluation praxisnah ist, stellt die Praxis- bzw. Handlungsforschung eine Kombination im Feld der Sozialarbeitspraxis als auch der Sozialarbeitswissenschaft dar. Die Grundlagenforschung, die beispielsweise (Meta-)Theorien generiert, hat den geringsten Praxisbezug und stellt somit ein Verfahren innerhalb der Sozialarbeitswissenschaft dar. Jedoch wird – im Sinne der Handlungswissenschaft – auch hier ein Beitrag für die Praxis erbracht. Alle Forschungstypen können mit quantitativen und qualitativen Methoden durchgeführt werden. Darüber hinaus kann man beide Forschungsmethoden verbinden (Triangulation).

## Die Bezugswissenschaften der Sozialarbeitswissenschaft
Die Sozialarbeitswissenschaft stellt aufgrund ihrer Vernetzung mit anderen Wissenschaften (Soziologie, Ethik, Rechtswissenschaften, Pädagogik, Biologie, Medizin, Ökonomie, Politikwissenschaft, Geschichte, Philosophie und Theologie) eine Transdisziplin dar, jedoch mit spezifischen eigenen Fragestellungen und Handlungsfeldern. Das Wissen aus diesen Bezugswissenschaften klärt unter anderem drei Anliegen der Sozialarbeitswissenschaft: Zunächst gibt es Aufschluss über den Menschen als Individuum und liefern Wissen um den Menschen und dessen biopsychosozialen Bedürfnisse. Des Weiteren klären sie die soziale Dimension menschlicher Existenz als auch Merkmale sozialen Lebens und soziale Probleme. Als drittes Anliegen werden plausible Wertezusammenhänge und ethische Kernanliegen erläutert.
Studien- und Prüfungsordnungen zeigen, dass von den ersten Anfängen der Ausbildung an mehrere Wissenschaftsdisziplinen einbezogen und verknüpft worden sind. Die Sozialarbeitswissenschaft besteht aus einer Vielzahl an sozialarbeiterischen Inhalten, welche Ansatzpunkte für die Bezugswissenschaften darstellen. Folglich ist das Verhältnis zu den Bezugswissenschaften genau zu klären. Das Wissen aus den Bezugswissenschaften darf nicht ohne weiteres weiterverarbeitet werden; die Deutungskompetenz obliegt der Bezugswissenschaft. Dieses Vorgehen widerspricht aber dem wissenschaftlichen Bewusstsein der Sozialarbeitswissenschaft. Folglich ist eine Interpretation und Einordnung des Wissens in die Sozialarbeitswissenschaftsidentität nötig. Erst dadurch wird deutlich, welches Wissen von den Bezugswissenschaften gebraucht wird und welche konkreten Anliegen die Sozialarbeitswissenschaft an die Bezugswissenschaften stellen kann. Eine einheitliche Identitäts- bzw. Gegenstandsdefinition gestaltet sich jedoch aufgrund der verschiedenen Theorieansätze als sehr schwierig. Das Verhältnis der Sozialarbeitswissenschaft zu ihren Bezugswissenschaften ist noch nicht abschließend geklärt. Mechthild Seithe und Matthias Heintz betonen das Erfordernis, unter der Nutzung der Bezugswissenschaften „sowohl zu den gesellschafts- wie zu den persönlichkeitsrelevanten Aspekten der Sozialen Arbeit eine eigene, sozialpädagogisch-fachliche Position zu erarbeiten“.
Sozialarbeitswissenschaft und Soziologie:
Ausdifferenzierung der Sozialwissenschaft in autonome Funktionssysteme: Es geht um krankhafte soziale Bedingungen, welche mit wissenschaftlichen Theorien und Modellen erklärt und verändert werden können. Seit den 1970er Jahren erfolgt ein konsequenter Ausbau des Systems an Hilfen z. B. durch Soziale Arbeit, Sozialanalyse, Sozialplanung. Sie sind unverzichtbare Partner im Kampf um soziale Sicherheit. Die Sozialarbeitswissenschaft ist also abhängig als auch unabhängig von der Soziologie. Sie ist auf diese als wichtigste Referenzwissenschaft angewiesen und bleibt im Kern doch eigenständig.
Sozialarbeitswissenschaft und Pädagogik:
Durch die Pädagogik diskutierten Grenzen der Bildsamkeit und Bestimmung einzelner Personen als Restriktion des Handelns mit Beeinträchtigten, psychisch Kranken, Demenzkranken etc. zur Kenntnis nehmen und methodisch in Rechnung stellen und Alternativen entwickeln. Die Pädagogik verweist auf den engen Zusammenhang zwischen Sozialarbeitswissenschaft und der biografischen Entwicklung des Menschen. Die Perspektive ist in der Sozialarbeitswissenschaft nur teilweise erkenntnisleitend, denn im Vordergrund steht immer die Frage der Bekämpfung von sozialen Problemen und nicht nach der persönlichen Entwicklung.
Sozialarbeitswissenschaft und Psychologie:
Die von der Psychologie entwickelten lern- und verhaltenstheoretischen – sowie therapeutischen Theorien zur Kenntnis nehmen, um zu erkennen, dass Hilfeprozesse hochkomplex sind. Die Nähe von Sozialarbeitswissenschaft zur Psychologie stammt daher, dass man nicht die Gesellschaft, sondern im Wesentlichen das Individuum selbst verantwortlich für soziale Probleme macht. Die Psychologie kennt die individuellen Ursachen für soziale Probleme. Soziale Arbeit braucht Erklärungstheorien und Handlungsmodelle im Rahmen der Bearbeitung von Einzelfällen, Gruppen- und Gemeinwesenarbeit, welche ihr insbesondere die Entwicklungspsychologie respektive die Sozialpsychologie liefern kann.
Sozialarbeitswissenschaft und Politikwissenschaft:
Die Gestaltung von Ordnung im Zusammenleben: Die enge Verbindung zwischen Sozialarbeitswissenschaft und Politikwissenschaft verdeutlicht den Zusammenhang zwischen Sozialpolitik und der Notwendigkeit zu staatlicher Intervention auch im Bereich unspezifischer Probleme.
Sozialarbeitswissenschaft und Ethik:
Ethik ist die Wissenschaft von der Moral (Sitten, Gebräuche, Werte, Normen, Gewohnheiten, Institutionen). Die Moral nach der wir gut leben, gerecht handeln und vernünftig über unser Handeln und Leben entscheiden. Daher ist Ethik für die Legitimation sozialer Arbeit und deren ethischen Prinzipien (z. B. Verpflichtung auf Menschenrechte, soziale Gerechtigkeit, demokratische Prinzipien) unabdingbar.
Sozialarbeitswissenschaften und Rechtswissenschaften:
Sozialarbeitswissenschaft basiert auf rechtlichen Regelungen. Sozial-, Verwaltungs-, Familien-, Kinder- und Jugendhilferecht wird in vielen Bereichen der Sozialen Arbeit durch rechtliche Vorgaben geformt. So werden beispielsweise mit Klienten und mit Leistungsträgern Verträge geschlossen und somit Vertragsrechte begründet.
Sozialarbeitswissenschaft und Medizin:
Medizin ist die Wissenschaft von gesunden und kranken Menschen, von Ursachen, Erscheinungen und Auswirkungen ihrer Krankheit, deren Erkennung, Behandlung und Verhütung. Gesundheit und Krankheit sind oft eng mit sozialen Problemen verknüpft, daher ist die Bewältigung und Verhinderung von sozialen Problemen häufig mit der medizinischen Behandlung gekoppelt. So kann eine Erkrankung ein soziales Problem sein (z. B. HIV), eines bewirken (z. B. Manien) oder soziale Probleme können folgen (z. B. Entwicklungsstörungen) Deshalb sind für die Sozialarbeitswissenschaft die Kinder- und Jugendheilkunde, Kinder-, Jugend- und Erwachsenenpsychiatrie, Geriatrie sowie Palliativmedizin relevant.
Sozialarbeitswissenschaft und Geschichte:
Gegenstand ist die methodischen Erforschung der Vergangenheit der Menschen. Da soziale Probleme und die Praxis ihrer Verhinderung und Bewältigung häufig das Ergebnis langfristiger Entwicklungsprozesse sind, ist es wichtig die Ergebnisse der historischen Forschung systematisch zu rezipieren und zu verarbeiten. Außerdem wird die eigene Geschichtsforschung der Sozialarbeitswissenschaft auch gelehrt.
Sozialarbeitswissenschaft und Theologie:
Theologie befasst sich mit dem Glaubensgehalt einer Religion. Diakonie und Caritas legen ihr Augenmerk auf Menschen mit leiblicher Not, in seelischer Bedrängnis und sozial benachteiligten Verhältnissen. Daher verstehen sich Diakonie und Caritas als Teildisziplinen der Theologie.

## Modelle der Verknüpfung von Sozialarbeitswissenschaft und ihren Bezugsdisziplinen
Die Verknüpfung der Sozialarbeitswissenschaft mit ihren verschiedenen Bezugswissenschaften lässt sich in unterschiedlichen Modellen ausdrücken, je nachdem welche Stellung und Beziehung die Fachwissenschaften zueinander haben. Engelke, Spatschek, Borrman. beschreiben u. a. folgende Modelle:
Reine Fächerakkumulation:
In diesem Modell stehen die Bezugswissenschaften als Einzelwissenschaften gleichwertig aber isoliert nebeneinander. Es gibt keinen ausdrücklichen Bezug zur Sozialen Arbeit und eine fächerübergreifende Verknüpfung ist nicht erkennbar. Das Wissen und die Methoden werden addiert.
Fächerakkumulation mit Ausrichtung auf das zentrale Fach:
Hier steht die Sozialarbeitswissenschaft in der Mitte als „zentrales Fach“. Die Bezugswissenschaften richten sich jeweils einzeln und voneinander abgegrenzt direkt auf das zentrale Fach. Die Sozialarbeitswissenschaft gibt vor, was die Bezugswissenschaften liefern sollen.
Bezugswissenschaften werden zu Subdisziplinen:
Bestimmte Inhalte und Arbeitsweisen der einzelnen Bezugswissenschaften werden in Teilbereiche der Sozialen Arbeit aufgenommen und den Fragestellungen der Sozialen Arbeit angepasst. Bezugswissenschaften werden nicht mehr als eigenständige Disziplinen berücksichtigt.
Problem- und Themenzentrierte Orientierung:
In diesem Modell werden das Wissen und die Methoden von einzelnen Bezugswissenschaften problem- und themenzentriert in die Sozialarbeitswissenschaft eingegliedert.
Synthesemodell:
In diesem Modell wird davon ausgegangen, dass die Bezugswissenschaften der Sozialen Arbeit sich „mit verschiedenen Ebenen und Aspekten der Menschheitsentwicklung und  mit räumlich und zeitlich eingegrenzten Teilbereichen des Menschensein befassen“. Das Synthesemodell muss also unterschiedliche Perspektiven der einzelnen Disziplinen bündeln.

## Kritik
Der Begriff „Sozialarbeitswissenschaft“ wird nach wie vor kritisch diskutiert. Er wird häufig in Konkurrenz zum Begriff der „Sozialpädagogik“ gesehen, die als Disziplin die Wissenschaft der Sozialen Arbeit innerhalb der Erziehungswissenschaft verortet. Kritiker des Begriffs verweisen etwa darauf, dass mit der Abgrenzung der Sozialarbeitswissenschaft, Theorietraditionen und disziplinäre Wurzeln vor allem innerhalb der Pädagogik verloren gehen.